# Jean-Louis Fréchin
 (mars 2014).
Si vous disposez d'ouvrages ou d'articles de référence ou si vous connaissez des sites web de qualité traitant du thème abordé ici, merci de compléter l'article en donnant les références utiles à sa vérifiabilité et en les liant à la section « Notes et références ».
Pour les articles homonymes, voir Frechin.
Jean-Louis Frechin est un designer et architecte français spécialisé dans le design numérique et l'innovation.

## Biographie
Formé à l'École nationale supérieure d'architecture de Paris-Villemin et à l'École nationale supérieure de création industrielle, il a enseigné à l'École supérieure d'art et de design d'Amiens,  et  à l'École nationale supérieure de Création Industrielle (Ensci/Les Ateliers) où il a fondé l'Atelier de Design Numérique et l'atelier FAbLab.
Parmi les pionniers du CD-ROM culturel en France, il a piloté des projets chez Montparnasse Multimédia entre 1995 et 2002, par exemple La Résistance, Les petits débrouillards, La Terre merveilleuse, L’histoire de l’aviation, Le Louvre, Collections et palais.
Depuis 2001, il dirige NoDesign, Agence de Design et d'innovation où, avec Uroš Petrevski. Il produit des néo-objets, comme il les nomme lui-même [réf. nécessaire] : des objets capables de produire, de récolter ou de transmettre des informations, de réagir à des données diverses dans le cadre de projets industriels, culturels ou de recherches.
Il participe aussi à de nombreuses conférences et il a été commissaire des expositions suivantes :
- « objet(s) » du numérique design d’un nouveau monde industriel qui s'est tenue au Lieu du Design du 18 mai 2011 et le 23 juillet 2011,
- 2062, Saudade du Futur qui s'est déroulé du 1er février au 25 mars 2012 à la Gaité Lyrique,
- Futur en Seine 2012, 2013, 2014 sous les thème « Design, Innovation, Technologie », Entreprise(s) du futur et "Made With"

Il a mené des projets pour de nombreuses sociétés : Renault, Seb, Orange, Parrot, Alstom, Legrand, AlloCiné, Bouygues Telecom et de nombreuses startups dans le domaine du conseil stratégique sur l'innovation, les services et la conception de produit... Il conduit également des missions pour des Musées Cité des sciences et de l'industrie et le Musée du quai Branly et pour des collectivités territoriales dans le domaine  de l'innovation urbaine : Paris, Plaine Commune, Nice, Lyon.
Il a été administrateur de la Fondation internet nouvelle génération membre de la gouvernance du Lieu du Design, et est administrateur de Cap Digital. Enseignant et chercheur depuis 1993, il intervient à l’Ensci – Les Ateliers, à partir de 1998, directeur d’atelier de projets (atelier de design numérique) puis directeur de l’innovation et de la prospective : il y crée le concept de design numérique, il accompagne l’ouverture de l’école vers la recherche et co-fonde des mastères professionnels. 
Avec Uroš Petrevski et Draško Drašković, il fait partie de l'équipe qui produit le microcontrôleur WeIO, un concurrent d'Arduino spécifiquement adapté à l'Internet des objets.
Il reçoit en 2016 les insignes de Chevalier de l’Ordre national du Mérite des mains d'Axelle Lemaire, secrétaire d’État au Numérique et à l’Innovation. 

## Publications
- Jean-Louis Frechin, Le design des choses : à l'heure du numérique, Paris, FYP éditions, novembre 2019 (ISBN 978-2-36405-188-1, présentation en ligne)
- Jean-Louis Frechin, Le design des choses : à l’ère du numérique et de l’IA, Paris, FYP éditions, 2023 (ISBN 2364052343, présentation en ligne)